# Pierre van Hooijdonk
Petrus Ferdinandus Johannes „Pierre“ van Hooijdonk (* 29. November 1969 in Steenbergen) ist ein ehemaliger niederländischer Fußballspieler und -trainer.

## Karriere
Van Hooijdonks Klubs als Aktiver waren RBC Roosendaal, NAC Breda, Celtic Glasgow, Nottingham Forest, Vitesse Arnheim, Benfica Lissabon, Feyenoord Rotterdam und Fenerbahçe Istanbul. Seine erfolgreichste Zeit erlebte er bei Feyenoord Rotterdam, als er mit Feyenoord 2002 den UEFA-Pokal gewann. Im Finale in De Kuip gegen Borussia Dortmund trug er mit zwei Toren wesentlich zum 3:2-Sieg bei. Eine erfolgreiche Zeit erlebte er auch bei Fenerbahçe Istanbul, wo er zweimal Meister wurde.
Im Sommer 2005 wechselte van Hooijdonk von Fenerbahçe zum NAC Breda, kehrte aber im Januar 2006 wieder zu Feyenoord Rotterdam zurück. Hier beendete er im Mai 2007 seine aktive Laufbahn nach den Playoff-Spielen, in denen Feyenoord es erstmals seit 1991 verpasste, sich für einen europäischen Wettbewerb zu qualifizieren. In seinem letzten Spiel, dem Rückspiel der ersten Playoff-Runde, erzielte van Hooijdonk den Treffer beim 1:1 gegen den FC Groningen; das reichte jedoch für die Rotterdamer nach der 1:2 Hinspielniederlage nicht.
Van Hooijdonk lief 46 mal für das niederländische Nationalteam auf und nahm an der WM 1998, der EM 2000 und an der EM 2004 teil. Auch in der Nationalelf stellte der torgefährliche Stürmer seine Qualitäten unter Beweis. Seine präzisen Freistöße waren gefürchtet. Van Hooijdonk galt als zweikampfstark und, trotz seiner Größe, technisch versiert. Bei der WM 1998 erzielte er in drei Spielen einen Treffer, für die EM 2000 war er zwar nominiert, kam jedoch nicht zum Einsatz, und in der EM-Qualifikation für 2004 traf er in vier Spielen einmal ins Tor.
Am 3. Februar 2011 unterschrieb van Hooijdonk einen Vertrag als Co-Trainer der Türkischen Fußballnationalmannschaft und stand dort seinem Landsmann und Nationaltrainer des türkischen Verbandes, Guus Hiddink, zur Seite. Der Vertrag sollte bis zum Ende der Europameisterschaft 2012 in Polen und der Ukraine laufen. Er war dafür zuständig als Scout in Deutschland, England und den Niederlanden geeignete Spieler mit türkischen Wurzeln zu suchen. So empfahl er Gökhan Töre, Mehmet Ekici, Ömer Toprak und Sercan Sararer für die türkische Nationalmannschaft. Nach der verpassten Qualifikation der türkischen Nationalmannschaft zur Europameisterschaftsendrunde trennte sich der türkische Fußballverband auch von van Hooijdonk. In der Saison 2013/14 betreute er gemeinsam mit Patrick Lodewijks Jong Feyenoord/Excelsior Rotterdam in der Beloften Division B. Ebenfalls arbeitet er beim niederländischen Rundfunk- und Fernsehsender NOS, wo er Fußballspiele in der Sendung NOS Studio Voetbal analysiert.

## Erfolge und Auszeichnungen

### Verein
Feyenoord Rotterdam (2001–2003)
- UEFA-Pokal-Sieger: 2001/02

Fenerbahçe Istanbul (2003–2005)
- Türkischer Meister: 2003/04, 2004/05